# Warrenpoint Town FC
Warrenpoint Town FC is een Noord-Ierse voetbalclub uit Warrenpoint.
De thuiswedstrijden worden gespeeld op de Milltown Playing Fields. De club werd in 1987 opgericht en in 2010 tot de IFA toegelaten. In het eerste seizoen werd de club kampioen in de IFA Championship 2 en promoveerde naar de IFA Championship 1.
Na het seizoen 2022-23 kreeg de club geen licentie voor het nieuwe seizoen en degradeerde daardoor naar de NIFL Premier Intermediate League.

## Erelijst
- IFA Championship 2: 2011
- NIFL Premier Intermediate League: 2025
- Mid-Ulster Football League: 2001, 2008, 2010

## Eindklasseringen
| 1 |

|  |

| 1 |

| 1 |

| 12 |

| 2 |

| 11 |

| 11 |

| 12 |

| 1 |

| 10 |

| 10 |

| 11 |

| 10 |

| 12 |

| 2 |

| 10 |

| 1 |

| NIFL Premiership | NIFL Championship | NIFL Premier Intermediate League | Mid-Ulster League |

De drie NIFL-divisies hebben in de loop der jaren diverse namen gekend, zie Northern Ireland football league system